# Таватуй
Тавату́й — озеро в Невьянском районе Свердловской области. Расположено на восточных склонах Уральских гор, в 50 километрах к северо-западу от Екатеринбурга. Является одним из красивейших озёр в окрестностях Екатеринбурга и излюбленным местом отдыха горожан. На берегу озера расположены посёлки Калиново, Таватуй и Приозёрный, а также множество детских оздоровительных лагерей и баз отдыха. Высота над уровнем моря — 263,5 м.

## Происхождение названия
Считается, что название произошло от коми-пермяцких слов та ва туй — «сей водный путь». Существует топонимическая легенда, согласно которой коми-пермяцкий проводник показал русским на озера и сказал, что нужно идти водным путём. Краевед В. А. Ложкин считает, что название происходит от татарского тау туй — «праздник гор», из-за того, что озеро со всех сторон окружено горами.

## Описание

Озеро Таватуй со стороны посёлка Калиново

Озеро относится к бассейну реки Нейва и образует единую систему с Верх-Нейвинским прудом. Сток в пруд находится на севере озера. Площадь водного зеркала составляет 21,2 км². Его средняя глубина составляет 5 м, наибольшая — 9 м. Объём водной массы составляет 119 млн м³. Озеро расположено на высоте 259 метров над уровнем моря[уточнить], вытянуто с севера на юг. Длина составляет приблизительно 8,5 км, ширина — 3-3,5 км. Котловина озера расположена в западной части Верх-Исетского гранитного массива и имеет тектоническое происхождение, связанное с молодыми вертикальными подвижками земной коры. Котловина заполнена водой в послеледниковое время. Возраст озера не превышает 10 тысяч лет. Берега озера изрезаны слабо. Вдоль береговой линии расположено множество выходов гранитных глыб. Восточный берег выше западного. На озере имеется несколько островов. Среди них встречаются как гористые (Макарёнок, Голубев), так и низменные (Сплывень).
Вода в озере прозрачная, прозрачность составляет примерно 4—5 м. Воды довольно холодны и насыщены кислородом. С ноября по май на озере устанавливается ледяной покров. Основным источником питания озера являются атмосферные осадки.
Особенность озера — температура воды у берегов всегда ниже, чем в центральной части. Это связано с тем, что в озеро впадают около 30 рек и ручьёв, которые берут начало из холодных ключей и родников. Наиболее крупными из них являются Большая Шаманиха и Большая Витилка. Вблизи юго-западного берега озеро начинает зарастать. Наиболее мелководный залив Шаманиха.
До начала строительства плотины на Нейве (середина XVIII века) было известно два озера Таватуй — Большой Таватуй и Малый Таватуй (юго-западнее предыдущего).

## Ихтиофауна
Аборигенные виды рыб, характерные также для реки: плотва, окунь, ёрш, щука, щиповка. Позже были вселены линь, налим и лещ. Проводились эксперименты по акклиматизации: в 1925 году был акклиматизирован чудской сиг, в 1932 г. — ладожский рипус. Начиная с 1952 г. действовал Таватуйский рыборазводный завод, которым в разные годы выпущены также муксун, пелядь, гибрид сига и рипуса.

## Охрана природы
Озеро является памятником природы федерального значения. Общая площадь памятника вместе с прилегающими лесами составляет 3900 га.